# Colombo Express-klass

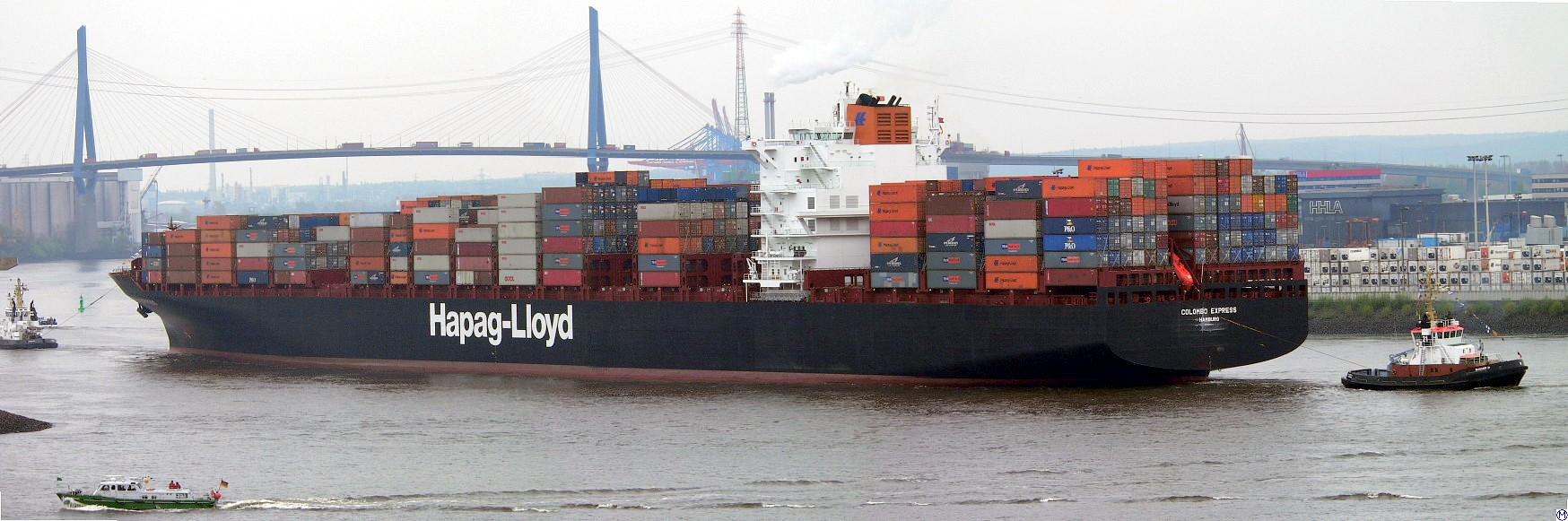
Colombo Express i Hamburg

Colombo Express-klassen är en klass av containerfartyg som används av det tyska rederiet Hapag-Lloyd.
Det första fartyget i klassen byggdes mellan 2004 och 2005 av Hyundai Heavy Industries i Sydkorea. Fartygen kan lasta 8749 TEU och har ett eget kylsystem. Typfartyget är 335 meter långt och 42 meter brett. Motorn har en effekt på 34 500 kW och fartyget når en hastighet av 20 knop.
På en resa i Suezkanalen 2014 kolliderade Colombo Express med fartyget Maersk Tanjong. Båda fick mindre skador och några container tappades i vattnet.
Hela klassen består av åtta fartyg.